# Ann-Mari Wiman
Ann-Mari Wiman, ursprungligen Ann-Marie Wiman, född 6 juni 1921 i Växjö,, död 22 september 2016 i Halmstad, var en svensk skådespelare och dramapedagog.

## Biografi
Ann-Mari Wiman var dotter till arkitekten Adolf Wiman (1885–1947) och Anna (1897–1980, född Johansson). Fadern drev arkitektkontor i Växjö.
Wiman utbildades på Lalla Cassels dansskola från 1940 och från våren 1943 på Witzanskys teaterskola och Studentteatern i Stockholm. På hösten 1943 började hon att studera på Statens scenskola i Göteborg och bildade under den tiden Unga konstnärers Internationella Foayer där hon satt i styrelsen tillsammans med Åke Falck, Börje Nyberg med flera.
Wiman hade efter scenskolan engagemang vid bland annat Göteborgs stadsteater och Helsingborgs stadsteater. Under 1940- och 1950-talen hade hon sommarengagemang vid Fredriksdalsteatern i Helsingborg, Lisebergsteatern i Göteborg och Skansenteatern i Stockholm. 1947–1948 var hon engagerad vid Åbo Svenska Teater, samt vid Wasa Teater i Finland. 1950 engagerades Wiman vid Lorens Marmstedts Intiman i Stockholm, bland annat i Tolvskillingsoperan och En skugga (i regi av Ingmar Bergman). Hon var 1955–1956 tillbaka en period på Helsingborgs Stadsteater. Hon var även anställd vid Riksteatern under flera säsonger (bland annat med roller som Hedvig i Henrik Ibsens Vildanden och senare som Nora i Ett dockhem. Under dessa år hade hon också en hel rad roller för Radioteatern (SR).
Från slutet av 1950-talet och fram till sin pension arbetade Ann-Mari Wiman som dramapedagog vid då nystartade Vår teater i Stockholm, under vilken tid hon var tjänstledig vissa säsonger för andra engagemang såsom filminspelning samt vidareutbildning och engagemang på Dramaten (1960–1961) och en säsong som regiassistent på Operan i Stockholm. 
Efter sin pension fortsatte hon verka som skådespelare och regissör och manusförfattare till mindre teatergrupper, bland annat Vår teaters Veteraner som spelat runt om i Stockholm. Hon var initiativtagare till bygdespel i Brännkyrka samt under många år politiskt engagerad i Centerpartiet.

## Familj
Ann-Mari Wiman var under åren 1948–1958 gift med skådespelaren Börje Nyberg. De har tillsammans två döttrar.

## Filmografi
- 1947 – Supé för två
- 1948 – En man gör sitt val
- 1951 – Ödets tärningskast
- 1952 – 69:an, sergeanten och jag
- 1952 – Foreign Intrigue (TV-serie)
- 1953 – Museet
- 1957 – Smultronstället
- 1961 – Stöten
- 1961 – Svenska Floyd
- 1973 – Din stund på jorden (TV-serie)

## Teater

### Roller (ej komplett)
| År   | Roll                    | Produktion                                             | Regi                | Teater                                                       |
| ---- | ----------------------- | ------------------------------------------------------ | ------------------- | ------------------------------------------------------------ |
| 1944 | Folk                    | Niels Ebbesen Kaj Munk                                 | Torsten Hammarén    | Göteborgs Stadsteater                                        |
| 1944 | Förälskad kvinna        | Jakobowsky och översten Franz Werfel                   | Torsten Hammarén    | Göteborgs Stadsteater                                        |
| 1944 | Borgarkvinna            | Mäster Olof August Strindberg                          | Knut Ström          | Göteborgs Stadsteater                                        |
| 1944 | Fästmön                 | Flottans lilla fästmö                                  |                     | Fredriksdalsteatern                                          |
| 1945 | Teaterokig flicka       | Svärmor kommer                                         |                     | Fredriksdalsteatern                                          |
| 1945 | Miranda Bute            | Bröllop i stillhet Esther McCracken                    | Helge Wahlgren      | Göteborgs Stadsteater                                        |
| 1945 | Camomilla               | Clownen Beppo Else Fisher                              | Sten Brandberg      | Göteborgs Stadsteater                                        |
| 1945 | Flicka på rullskridskor | Herr Lönn Ketti Frings                                 | Torsten Hammarén    | Göteborgs Stadsteater                                        |
| 1945 | Tjänsteflicka           | Piraten Samuel N Behrman                               | Knut Ström          | Göteborgs Stadsteater                                        |
| 1945 | Tiggarflickan           | Rövaren och jungfrun Hagar Olsson                      | Helge Wahlgren      | Göteborgs Stadsteater                                        |
| 1946 | Antigone                | Antigone                                               |                     | Åbo Svenska Teater Wasa Teater Svenska Teatern i Helsingfors |
| 1946 | Klärchen                | Vita hästen                                            |                     | Åbo Svenska Teater Wasa Teater                               |
| 1948 | Städerskan              | Född i går Garson Kanin                                | Gunnar Ekström      | Helsingborgs stadsteater                                     |
| 1948 | Marja                   | Revisorn Nikolaj Gogol                                 | Lars-Levi Læstadius | Helsingborgs stadsteater                                     |
| 1948 | Medverkande             | Titt in på Tittut, revy Rune Moberg och Tylle Herlin   | Lars-Levi Læstadius | Helsingborgs stadsteater                                     |
| 1949 | Dorine                  | Tartuffe Molière                                       | Lars-Levi Læstadius | Helsingborgs stadsteater                                     |
| 1949 |                         | Tonvikt på ungdomen Samson Raphaelson                  | Ernst Eklund        | Lisebergsteatern                                             |
| 1949 | Daphne Stillington      | Fröjd för stunden Noël Coward                          | Lars-Levi Læstadius | Helsingborgs stadsteater                                     |
| 1949 | Hedvig                  | Vildanden Henrik Ibsen                                 | Lars-Levi Læstadius | Helsingborgs stadsteater                                     |
| 1949 | Isabelle                | Slottsbalen Jean Anouilh                               | Börje Nyberg        | Helsingborgs stadsteater                                     |
| 1949 | Denise de Flavigny      | Lilla helgonet Hervé, Henri Meilhac och Albert Millaud | Mats Johansson      | Helsingborgs stadsteater                                     |
| 1950 | Letta                   | En handelsresandes död Arthur Miller                   | Lars-Levi Læstadius | Helsingborgs stadsteater                                     |
| 1950 | Sybil                   | Skomakarens frimåndag Thomas Dekker                    | Lars-Levi Læstadius | Helsingborgs stadsteater                                     |
| 1950 | Fästmön                 | Inte för er, mina damer Sacha Guitry                   | Ernst Eklund        | Lisebergsteatern                                             |
| 1950 | Lucy                    | Tolvskillingsoperan Bertolt Brecht och Kurt Weill      | Ingmar Bergman      | Intiman                                                      |
| 1950 | Bruden                  | En skugga Hjalmar Bergman                              | Ingmar Bergman      | Intiman                                                      |
| 1951 | Claire Blakely          | Drömflickan                                            |                     | Intiman                                                      |
| 1951 |                         | Ta hand om Amelie Georges Feydeau                      | Hjördis Petterson   | Intiman                                                      |
| 1952 | Amman                   | Scapins rackartyg                                      |                     | Intiman                                                      |
| 1953 | Hedvig                  | Vildanden Henrik Ibsen                                 | Börje Mellvig       | Riksteatern                                                  |
| 1955 | Caroline Bonaparte      | Madame Sans-Gêne Victorien Sardou och Émile Moreau     | Johan Falck         | Helsingborgs stadsteater                                     |
| 1955 | Janet                   | Fyrtal                                                 | Åke Engfeldt        | Helsingborgs stadsteater                                     |
| 1955 | Första damen            | Mayerlingdramat Maxwell Anderson                       | Johan Falck         | Helsingborgs stadsteater                                     |
| 1955 | Gwendoline Fairfax      | Mister Ernest Oscar Wilde                              | Leo Golowin         | Helsingborgs stadsteater                                     |
| 1955 | Lotusblomman            | Thehuset Augustimånen John Patrick                     | Stig Olin           | Helsingborgs stadsteater                                     |
| 1956 | Olympe                  | Kameliadamen Alexandre Dumas den yngre                 | Johan Falck         | Helsingborgs stadsteater                                     |
| 1956 | Fiken                   | Tolvan Alf Henrikson                                   | Karl-Erik Flens     | Boulevardteatern                                             |
| 1956 | Medverkande             | En sån cigarr, revy Rune Moberg                        | Per Edström         | Boulevardteatern                                             |
| 1957 | Nora                    | Ett dockhem Henrik Ibsen                               | Helge Hagerman      | Riksteatern                                                  |
| 1960 | Pigan                   | Brott och brott                                        |                     | Dramaten                                                     |
| 1960 | Silvia                  | Hus med dubbel ingång                                  |                     | Dramaten                                                     |

## Fotnoter
1. ↑  I folkbokföringen stavas namnet Ann Mari Wiman, utan bindestreck

### Fotnoter
1. ↑  Sveriges befolkning
1990:
Wiman, Ann Marie
2. ↑  https://minnessidor.fonus.se/memorial_page_personal_info.php?memorial_page_id=491145&set_site_id=2&cat=Profile&sign=b6e18b3b6122cf08164d4acbe5fd6769
3. ↑  ”Ann-Mari Wiman”. Svensk Filmdatabas. http://sfi.se/sv/svensk-filmdatabas/Item/?type=PERSON&itemid=62475&iv=OVERVIEW. Läst 22 april 2013.
4. ↑  ”Tolvskillingsoperan”. Stiftelsen Ingmar Bergman. http://ingmarbergman.se/verk/tolvskillingsoperan. Läst 15 oktober 2015.
5. ↑  ”En skugga/Medea”. Stiftelsen Ingmar Bergman. http://ingmarbergman.se/verk/en-skuggamedea. Läst 17 oktober 2015.
6. ↑  ”Teaterannons”. Dagens Nyheter:  s. 33. 5 oktober 1951. http://arkivet.dn.se/arkivet/tidning/1951-10-05/269/33. Läst 6 mars 2016.
7. ↑  ”Teater Musik Film: Riksteaterns spelplan vårsäsongen 1953”. Dagens Nyheter:  s. 7. 8 januari 1953. Arkiverad från originalet den 24 november 2021. https://web.archive.org/web/20211124130432/https://cached-images.bonnier.news/swift/kb-archive-dn-web/helbild-dagens-nyheter-torsdag-8-januari-1953-sida-7_1950.jpeg. Läst 24 november 2021.
8. ↑  S B-l (2 september 1956). ”'Tolvan' på Boulevard”. Dagens Nyheter:  s. 22. http://arkivet.dn.se/arkivet/tidning/1956-09-02/238/22. Läst 18 mars 2016.
9. ↑  Barbro Hähnel (18 november 1956). ”Revypremiär på Boulevard”. Dagens Nyheter:  s. 21. http://arkivet.dn.se/arkivet/tidning/1956-11-18/314/21. Läst 18 mars 2016.
10. ↑  ”Riksteatern ger ny Millerpjäs”. Dagens Nyheter:  s. 12. 4 januari 1957. Arkiverad från originalet den 24 november 2021. https://web.archive.org/web/20211124133250/https://cached-images.bonnier.news/swift/kb-archive-dn-web/helbild-dagens-nyheter-fredag-4-januari-1957-sida-12_1950.jpeg. Läst 24 november 2021.